# Elias Burton Holmes
Pour l’article homonyme, voir Holmes.
Elias Burton Holmes, (Chicago, janvier 1870 - Los Angeles, 22 juillet 1958) est un voyageur, photographe, cinéaste documentariste et conférencier américain.

## Biographie

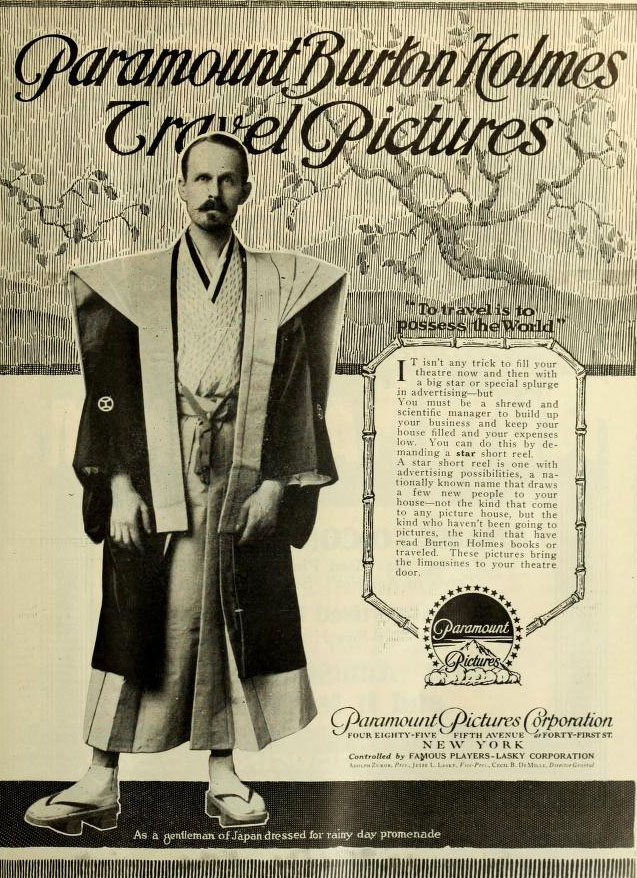
Publicité (1917).

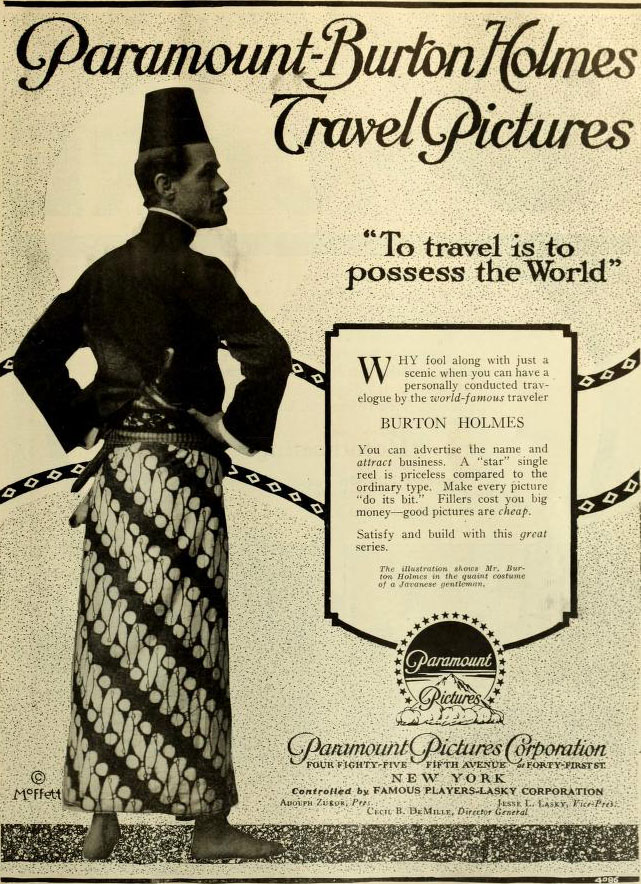
Publicité (1917).

En 1883, il a 13 ans et s'achète un appareil photo avec ses économies. Il accompagne sa grand-mère et sa mère dans un tour de l'Europe, puis visite le Mexique. En 1891, il organise sa première exposition de photos de voyage à Chicago, devant le succès qu'il rencontre, il décide de faire de ce hobby son activité professionnelle. Deux ans plus tard, de retour d'un voyage au Japon, il organise sa première conférence à Chicago. La retraite en 1897 de John L Stoddard, le roi de la cohérence avec lanterne magique, lui ouvre les portes des circuits de salles de spectacle, il ne cessera plus de voyager et d'animer des conférences à travers les États-Unis. 
Dès 1897, Holmes s'est procuré une caméra et, avec le cadreur Oscar Depue, il tourne un des premiers films de voyage de l'Histoire. Holmes parcourt le monde de long en large, visitant tous les continents et presque tous les pays. Chaque fois, il est le premier à faire des prises de vues d'évènements importants, expositions universelles, Jeux olympiques, creusement du canal de Panama, meetings aériens… etc. En 1904, il invente le terme de Travelogue pour caractériser son activité et se démarquer de ses concurrents. Pendant les deux guerres mondiales, il reste aux États-Unis. En 1952, il arrête ses conférences et meurt en 1958.

## Postérité
Burton Holmes publia 14 volumes de ses Travelogues entre 1919 et 1922. Une grande partie des clichés et tous les films de Holmes sont déposés au département cinéma de la George Eastman House à Rochester (État de New York). Une étoile sur le Hollywood Walk of Fame, au 6908 Hollywood Boulevard, lui rend hommage.